# Øksfjord
Øksfjord è un villaggio della Norvegia, situato nella municipalità di Loppa, nella contea di Finnmark.